# Frankie Faison
Frankie Russel Faison, född 10 juni 1949 i Newport News i Virginia, är en amerikansk skådespelare. Han är kanske mest känd för att ha spelat samma roll, mentalsjukhusskötaren Barney, i filmerna När lammen tystnar (1991), Hannibal (2001) och Röd drake (2002) om Hannibal Lecter, och rollen som polischefen Ervin Burrell i TV-serien The Wire (2002–2006).

## Filmografi i urval
| År        | Titel                                    | Info                   |
| --------- | ---------------------------------------- | ---------------------- |
| 1980      | Permanent Vacation                       |                        |
| 1981      | Ragtime                                  |                        |
| 1982      | Cat People                               |                        |
| 1984      | C.H.U.D.                                 |                        |
| 1986      | Manhunter                                |                        |
| 1986      | Hem dyra hem                             |                        |
| 1986      | Maximum Overdrive                        |                        |
| 1988      | En prins i New York                      |                        |
| 1988      | Mississippi brinner                      |                        |
| 1989      | Do the Right Thing                       |                        |
| 1991      | När lammen tystnar                       |                        |
| 1992      | Freejack                                 |                        |
| 1993      | Sommersby                                |                        |
| 1993      | Gettysburg                               |                        |
| 1994      | I Love Trouble                           |                        |
| 1996      | Albino Alligator                         |                        |
| 1998      | Prey                                     | TV-serie, 14 avsnitt   |
| 1999      | Äventyraren Thomas Crown                 |                        |
| 2001      | Thirteen Conversations About One Thing   |                        |
| 2001      | Down to Earth                            |                        |
| 2001      | Hannibal                                 |                        |
| 2002–2008 | The Wire                                 | TV-serie, 47 avsnitt   |
| 2002      | Röd drake                                |                        |
| 2002      | Showtime                                 |                        |
| 2003      | Gods and Generals                        |                        |
| 2004      | White Chicks                             |                        |
| 2004      | In Good Company                          |                        |
| 2004      | Highwaymen                               |                        |
| 2007      | My Blueberry Nights                      |                        |
| 2008      | Nick & Norah's Infinite Playlist         |                        |
| 2009      | Cirque du Freak: The Vampire's Assistant |                        |
| 2009      | Adam                                     |                        |
| 2010–2015 | The Good Wife                            | TV-serie, fyra avsnitt |
| 2013–2016 | Banshee                                  | TV-serie, 38 avsnitt   |
| 2023      | Hello Tomorrow!                          |                        |